# Mastophora conifera
Mastophora conifera là một loài nhện trong họ Araneidae.
Loài này thuộc chi Mastophora. Mastophora conifera được miêu tả năm 1876 bởi Holmberg.